# Rio do Carmo (vattendrag i Brasilien, São Paulo)
Rio do Carmo är ett vattendrag i Brasilien.   Det ligger i delstaten São Paulo, i den sydöstra delen av landet, 500 km söder om huvudstaden Brasília.
Omgivningarna runt Rio do Carmo är en mosaik av jordbruksmark och naturlig växtlighet. Runt Rio do Carmo är det ganska glesbefolkat, med 28 invånare per kvadratkilometer.